# Выселок (Харьковская область)
Выселок (укр. Виселок) — бывшее село, Софиевский сельский совет, Близнюковский район, Харьковская область, Украина.
Село ликвидировано в 1988 году.

## Географическое положение
Село Выселок находилось на левом берегу реки Большая Терновка, выше по течению на расстоянии в 3 км расположено село Новомарьевка, ниже по течению на расстоянии в 1 км — село Раздоловка, на противоположном берегу — село Софиевка Первая.

## История
- 1988 — село ликвидировано[1].